# Sœurs de la charité sociale
Ne doit pas être confondu avec Sœurs du Service Social.
Pour les articles homonymes, voir Sœurs de la charité.
Les Sœurs de la charité sociale (en latin : Societatis Sororum a Caritate Sociali) sont une société de vie apostolique féminine de droit pontifical.

## Historique
En 1913, Hildegarde Burjan (1883-1933) exprime au cardinal Friedrich Gustav Piffl, archevêque de Vienne, son intention d'établir une famille religieuse dédiée aux œuvres de bienfaisance, mais le déclenchement de la Première Guerre mondiale l'en empêche.
En 1918, Hildegarde réussit finalement à créer l'union Caritas Socialis et le 4 octobre 1919, dix membres de la société donnent officiellement naissance au groupe. Bien que Burjan soit mariée, elle est nommée supérieure de la société à vie. L'institut est érigé canoniquement comme société de vie commune sans vœux le 19 juin 1936 et obtient le décret de louange le 4 octobre 1963.

## Activités et diffusion
Les Sœurs de la charité sociale se consacrent aux œuvres de protection des jeunes, à l'aide des familles et aux œuvres paroissiales. 
Elles sont présentes en :
- Europe : Autriche, Allemagne, Hongrie, Italie.
- Amérique : Brésil.

La maison-mère se trouve à Vienne.
Au 31 décembre 2005, la société comptait treize maisons et cent trois sœurs. 